# 劉懋 (北魏)
劉 懋（りゅう ぼう、生年不詳 - 517年）は、北魏の官僚、学者。字は仲華。本貫は彭城郡彭城県叢亭里。従兄弟は劉思祖、劉廞。

## 経歴
南朝宋に仕えた劉承伯（北魏の太常卿の劉芳の伯父の劉泰之の子）の子として生まれた。聡明で物わかりが早く、学問を好んで経書や史書を広く渉猟し、草書・隷書を得意とし、変わった字を多く知っていた。宣武帝の初年に入朝し、員外郎に任じられた。尚書外兵郎中に転じ、軽車将軍の号を加えられた。尚書における議論では、劉懋と殿中郎の袁翻が常に議論を主導した。劉懋は歩兵校尉に転じ、郎中や東宮中舎人を兼ねた。員外常侍・鎮遠将軍に転じ、考功郎中を兼ねた。劉懋は尚書の李平とのあいだに莫逆の友情を結んだ。
516年（熙平元年）、李平が軍を率いて硤石を攻撃すると、劉懋は李平の下で行台郎中をつとめた。城を陥落させるにあたって、劉懋は功績を挙げた。洛陽に凱旋すると、孝明帝の命を受けて儀令の選定にあたった。清河王元懌は劉懋が将来北魏の宰相となると見込んでおり、その礼遇は最も丁重であった。劉懋は元懌の諸子の師をつとめた。太尉司馬に転じた。517年（熙平2年）冬、突然の病のため死去した。持節・前将軍・南秦州刺史の位を追贈された。諡は宣簡といった。編著として器物の造作を解説した『物祖』15巻があった。

## 子女
- 劉筠（字は士貞、河南郡丞・中散大夫・徐州大中正・秘書丞を歴任した）
- 劉筟（字は士文、秘書郎）

## 伝記資料
- 『魏書』巻55 列伝第43
- 『北史』巻42 列伝第30